# God Save the Queen/Under Heavy Manners
God Save the Queen/Under Heavy Manners è il secondo disco da solista del musicista britannico Robert Fripp, registrato nel 1979 e pubblicato nel 1980.

## Descrizione
Come lo stesso Fripp spiega inequivocabilmente nelle note di copertina, il disco ha due titoli poiché di fatto si compone di due album distinti:
- God Save the Queen consiste in tre brani registrati interamente dal vivo, eseguiti dal solo Fripp mediante la tecnica che egli stesso, a partire dal 1979, battezzò: Frippertronics.[1]
- Under Heavy Manners contiene altre due esecuzioni di Frippertronics dal vivo ma entrambe con sovraincisioni in studio di basso e batteria – rispettivamente di Busta Jones e Paul Duskin – e, sulla sola title track, con la voce di David Byrne che interpreta il primo testo completo mai scritto da Fripp fino ad allora. L'autore, sempre nelle note, denomina la combinazione di Frippertronics e sezione ritmica come: discotronics.
The Zero of the Signified contiene un'ulteriore sovraincisione: un ostinato di semicrome alla chitarra che Fripp specifica di aver eseguito in un'unica soluzione lungo 6 degli oltre 12 minuti totali.[1] 
Entrambe le tracce di Under Heavy Manners furono incluse in seguito anche sull'album God Save the King a nome Fripp / The League of Gentlemen (1985), ma con un nuovo solo di chitarra su The Zero of the Signified che perciò cambiò nome e divenne la title track di quel disco.[2]

A rimarcare ulteriormente la sua natura "binaria", il long playing originale in vinile riportava sulle due etichette centrali rispettivamente le diciture: Side A e Side One («Lato A» e «Lato Uno»), lasciando così intendere che era possibile ascoltare le due facciate in qualsiasi ordine, oltreché ovviamente riprodurre ciascuna come album a sé stante.

## Tracce
Musica di Robert Fripp.
Side A — God Save the Queen
1. Red Two Scorer (strumentale) – 6:54
2. God Save the Queen (strumentale) – 9:50
3. 1983 (strumentale) – 13:20

Side One — Under Heavy Manners
1. Under Heavy Manners – 5:14 (testo: Robert Fripp)
2. The Zero of the Signified (strumentale) – 12:38

## Formazione
- Robert Fripp — chitarra elettrica, Frippertronics
- David Byrne (accreditato: «Absalm El Habib») — voce (traccia: B1)
- Busta Jones — basso elettrico (tracce: B1-2)
- Paul Duskin — batteria (tracce: B1-2)